# کمک‌های اولیه

نشانهٔ جهانی کمک‌های اولیه

کمک‌های اولیه مجموعه اقدامات و مراقبت‌های فوری و آنی است که برای نجات جان مصدوم یا جلوگیری از بدتر شدن وضعیت مصدوم که بلافاصله پس از وقوع حادثه و قبل از رسیدن اورژانس بر روی شخص مصدوم تا رسیدن پزشک، نیروهای امدادی و رساندن به مراکز درمانی توسط یک شخص آموزش دیده صورت می‌گیرد.
هدف اصلی از این اقدامات عبارتند از:
1. جلوگیری از مرگ (زنده نگه‌داشتن جان مصدوم)
2. پیشگیری و جلوگیری از پیشرفت درد، صدمات و عوارض بعدی
3. کاهش درد و رنج مصدوم تا زمان بهبودی
4. جلوگیری از شدت یافتن عارضه یا افزایش مصدومیت

این اقدامات می‌توانند شامل اقدامات جسمی یا روحی باشند.

## اهداف و وظایف
هدف امدادگر، نجات یا زنده‌نگاه داشتن شخص یا اشخاص تا رسیدن به مراکز درمانی است که باید نکات زیر رعایت شود:
1. حفظ خونسردی[۲]
2. انتقال مصدوم از محیط پرخطر به محیط با حداقل امنیت (مثل انتقال به خارج از ساختمانی که دچار حریق شده‌است)[۳]
3. روحیه دادن به مصدوم و خودداری از تضعیف روحیه وی (درصورت لزوم)[۲]
4. بازرسی راه‌های تنفسی و علایم حیاتی[۳]
5. تعیین نوع جراحات و ضایعات برای تعیین نوع اقدام‌های لازم[۲]

- کنترل خونریزی داخلی و خارجی، علایم مسمومیت، شکستگیها و سایر آسیب‌ها برحسب اولویت.[۳]

1. فراهم کردن امکان آسایش و راحتی بیمار تا رسیدن امکانات درمانی[۲]

## انواع ضایعات مورد نظر امدادگر

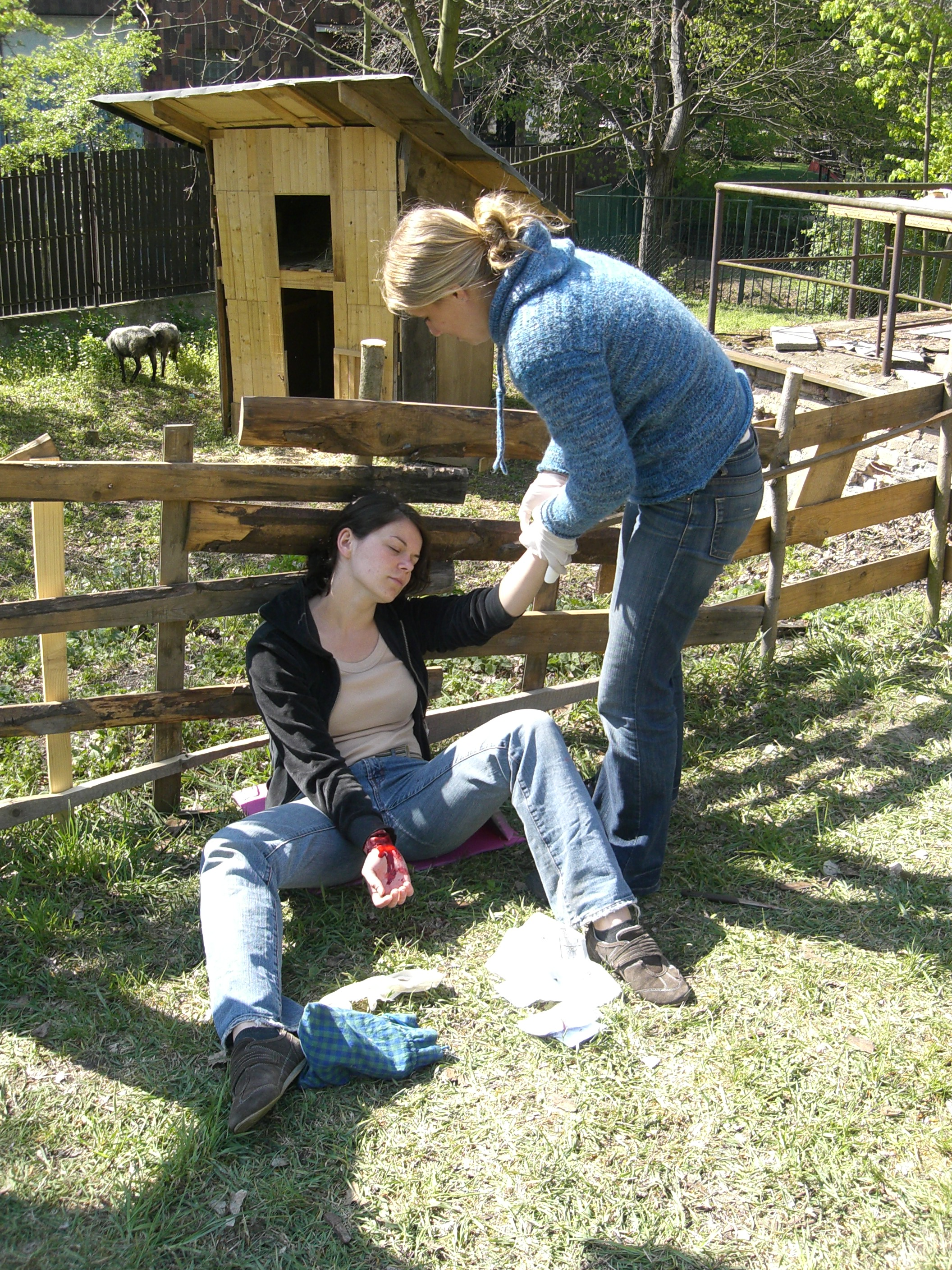
کمک‌های اولیه

مهم‌ترین مواردی که نیاز به اقدام امدادگر دارد شامل این موارد هستند.
- مسمومیت
- بیهوشی و اغماء (کما)
- اشکالات تنفسی و خفگی
- مشکلات قلبی
- خونریزی خارجی و داخلی
- زخم‌ها
- گزیدگی
- شوک
- سوختگی
- برق گرفتگی
- گرمازدگی و سرمازدگی
- آفتاب سوختگی
- آسیب‌های چشمی (اشعه‌ها، اسیدها …)
- شکستگی و دررفتگی استخوان
- کوفتگی و ضرب‌دیدگی
- عوارض عود بیماری‌های مزمن (دیابت، صرع،....)
- آسیب‌های ورزشی
- خودکشی‌ها و مشکلات شدید روحی

## وضعیت ریکاوری
در صورتی که فردی دچار مصرف بیش از حد مواد مخدر یا اوردوز شده باشد، لازم است که بدن او را در وضعیت ریکاوری یا بهبودی قرار دهید. بدین منظور لازم است که مراحل زیر طی شوند:
1. در حالت خوابیده، سر فرد را به سمت عقب چرخانده و چانه او را بالا بکشید، به طوری که مسیر تنفس وی باز شود.
2. بدن فرد را به روی یکی از پهلوها غلطانده و دستان وی را زیر سر و گونه اش قرار دهید تا مانع از تماس سر با زمین یا چرخیدن آن شود.
3. زانوی بالایی را به سمت بالا کشیده و خم کنید تا به صورت یک تکیه گاه روی زمین قرار بگیرد.
4. مجدداً وضعیت مسیر تنفسی وی را کنترل کرده و سر او را به سمت عقب بکشید تا تنفس وی راحت‌تر شود.
5. با شماره اورژانس تماس گرفته (115 در ایران) و تا زمان رسیدن آمبولانس در کنار وی بمانید.[۴]

## نگارخانه

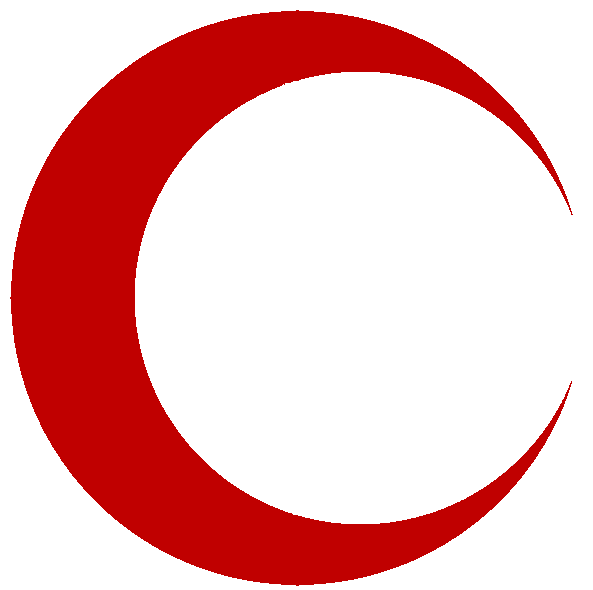